# Johan Turi
Johan Turi, Johan Tuuri o Johan Thuri (1854 – 1936) fou un escriptor suec lapó reconegut per ser el primer autor del segle XX que publicà en una llengua sami, en aquest cas sami septentrional. El seu primer llibre, Muitalus sámiid birra versa sobre la vida dels reners de començaments del segle xx. El llibre es va traduir al suec, al danès, a l'anglès i a l'alemany.

## Obres
- 1910: Muitalus sámiid birra
- 1920: Sámi deavsttat – samiska texter
- 1931: Duoddaris – från fjället